# الک جورجن
الک جورجن (انگلیسی: Alec Georgen؛ زادهٔ ۱۷ سپتامبر ۱۹۹۸) بازیکن فوتبال اهل فرانسه است که در پست دفاع‌راست برای باشگاه اوسر در لیگ۲ فرانسه بازی می‌کند.
از باشگاه‌هایی که در آن بازی کرده‌است می‌توان به باشگاه فوتبال پاری سن ژرمن اشاره کرد.
وی همچنین در تیم‌های ملی فوتبال زیر ۱۶سال، زیر ۱۷سال، زیر ۱۸سال، و زیر ۱۹سال بازی کرده‌است.